# Маричейка
Мариче́йка — высокогорное озеро в Украинских Карпатах, в массиве Черногора, в пределах Верховинского района Ивано-Франковской области.
Расположен в южной части Карпатского национального природного парка, на северо-восточном склоне горы Шурин. Северо-западнее озера расположена одна из самых высоких вершин Украинских Карпат — Поп Иван (2022 м).
Маричейка — ледникового происхождения.
Длина озера — 88 м, ширина — 45 м, высота над уровнем моря — 1510 м. Максимальная глубина — 0,8 м. Котловина удлиненной формы. Берега низкие, покрытые частично субальпийскими лугами, частично зарослями осоки, окруженные лесом из ели и горной сосны. Питается подземными и частично атмосферными водами. Вода пресная, чистая. Дно ровное, илистое.
Из озера вытекает ручей, который впадает в реку Погорелец (приток Чёрный Черемош).
Ближайший населённый пункт — село Яворник.